# Amlogic
Amlogic Inc. (de vegades estilitzat AMLogic) és una empresa de semiconductors del tipus fabless (només disseny, sense producció) que es va fundar el 14 de març de 1995 a Santa Clara, Califòrnia i es centra principalment a dissenyar i vendre sistemes en circuits integrats de xip. Com la majoria de les empreses fabless del sector, l'empresa subcontracta la fabricació real dels seus xips a fabricants de xips independents de tercers com TSMC. Les seves principals aplicacions objectiu a partir del 2021 són dispositius d'entreteniment com ara dispositius basats en Android TV i decodificadors IPTV / OTT, dongles multimèdia, televisors intel·ligents i tauletes. Té oficines a Xangai, Shenzhen, Pequín, Xi'an, Chengdu, Hefei, Nanjing, Qingdao, Taipei, Hong Kong, Seül, Bombai, Londres, Múnic, Indianàpolis, Milà, Novi Sad i Santa Clara, Califòrnia.
Va desenvolupar xips de reproductor de CD de vídeo i xips posteriors per a reproductors de DVD i altres aplicacions que impliquen descodificació MPEG2. Amlogic va participar en la creació de l'estàndard HVD (High-Definition Versatile Disc) promogut a la Xina com a alternativa als discs de vídeo DVD utilitzats en reproductors de DVD. La companyia va ser un fabricant important en el mercat xinès de processadors de tauletest des del 2010 al 2013.
Amlogic és un llicenciatari d'ARM i utilitza l'arquitectura ARM en la majoria dels seus productes des de'l 2014. Segons un comunicat de premsa conjunt amb ARM el 2013, va ser la primera empresa a utilitzar la GPU Mali-450 d'ARM en una configuració amb sis nuclis o més.
Amlogic manté un lloc web dedicat a proporcionar codi font per al nucli de Linux i l'SDK d'Android que admet xips Amlogic i dissenys de referència. El codi font del nucli de Linux està disponible gratuïtament i recentment (a l'abril de 2014) s'ha actualitzat per admetre certs xips de la família M8, així com la família MX més antiga, amb versions d'Android fins a 4.4 (KitKat) que s'admeten (basades en Versió del nucli de Linux 3.10.x). Tanmateix, l'SDK d'Android requereix un NDA i només està disponible per a socis comercials. El codi font inclou el nucli de Linux 3.10.10, els controladors de Wi-Fi U-Boot, Realtek i Broadcom, els controladors NAND, els controladors "TVIN" i els controladors de GPU d'espai del nucli per a la GPU Mali-400/450.